# Battaglie che coinvolgono la Repubblica di Venezia
La seguente è una lista delle battaglie combattute dalla Repubblica di Venezia, dalla tradizionale data della sua fondazione nel 697 fino alla sua dissoluzione nel 1797, organizzate per data. L'elenco comprende impegni sia terrestri che marittimi e non è esaustivo.

## IX secolo
| Data              | Posizione       | Conflitto                         | Comandante             | Alleati | Avversari        | Risultato                               | Rif |
| ----------------- | --------------- | --------------------------------- | ---------------------- | ------- | ---------------- | --------------------------------------- | --- |
| 887, settembre 18 | Makro, Dalmazia | Guerre croato-ungheresi-veneziane | Doge Pietro I Candiano | —       | Pirati Narentini | Sconfitta veneziana, morte di Candiano. |     |

## X secolo
| Data                        | Posizione         | Conflitto                         | Comandante               | Alleati | Avversari            | Risultato                                                    | Rif |
| --------------------------- | ----------------- | --------------------------------- | ------------------------ | ------- | -------------------- | ------------------------------------------------------------ | --- |
| 900, giugno 29              | Venezia           | Guerre croato-ungheresi-veneziane | Doge Pietro Tribuno      | —       | Ungheresi            | Vittoria veneziana                                           |     |
| 948                         | Dalmazia          | Guerre croato-ungheresi-veneziane | Doge Pietro III Candiano | —       | Pirati Narentini     | Sconfitta veneziana, obbligo di tributo annuale ai Narentini |     |
| 998, giorno dell'Ascensione | Dalmazia          | Guerre croato-ungheresi-veneziane | Doge Pietro Orseolo II   | —       | Pirati Narentini     | Vittoria veneziana, cessazione del tributo                   |     |
| 1000                        | Lastovo, Dalmazia | Guerre croato-ungheresi-veneziane | Pietro Orseolo II        | —       | Cittadini di Lastovo | Vittoria veneziana, annessione di Lastovo                    |     |

## XI secolo
| Data | Posizione | Conflitto                            | Comandante             | Alleati | Avversari                                     | Risultato                                                                   | Rif |
| ---- | --------- | ------------------------------------ | ---------------------- | ------- | --------------------------------------------- | --------------------------------------------------------------------------- | --- |
| 1004 | Dalmazia  | Guerre croato-ungheresi-veneziane    | Doge Pietro Orseolo II | —       | Pirati Narentini                              | Vittoria veneziana, sottomissione dei Narentini                             |     |
| 1081 | Dirrachio | Prima invasione normanna di Bisanzio | Doge Domenico Selvo    | —       | Flotta italo-normanna di Roberto il Guiscardo | Vittoria veneziana, distruzione della flotta normanna; Battaglia di Durazzo |     |

## XII secolo
| Data                          | Posizione | Conflitto          | Comandante            | Alleati                                 | Avversari                          | Risultato                                                                          | Rif |
| ----------------------------- | --------- | ------------------ | --------------------- | --------------------------------------- | ---------------------------------- | ---------------------------------------------------------------------------------- | --- |
| 1110, ottobre 19 – dicembre 5 | Sidone    | Crociata norvegese | Doge Ordelafo Faliero | Regno di Gerusalemme, Regno di Norvegia | Guarnigione del califfato fatimide | Vittoria veneziano-crociata, presa della città, creazione della Signoria di Sidone |     |

## XIII secolo
| Data                       | Posizione                       | Conflitto                                       | Comandante          | Alleati                                             | Avversari                                         | Risultato                                                                             | Rif |
| -------------------------- | ------------------------------- | ----------------------------------------------- | ------------------- | --------------------------------------------------- | ------------------------------------------------- | ------------------------------------------------------------------------------------- | --- |
| 1202, novembre 10–24       | Zara, Dalmazia                  | Quarta crociata                                 | Doge Enrico Dandolo | Crociati                                            | Cittadini di Zara (nominalmente ungheresi)        | Vittoria veneziano-crociata, sacco della città                                        |     |
| 1203, 11 luglio – 1 agosto | Costantinopoli                  | Quarta crociata                                 | Doge Enrico Dandolo | Crociati                                            | Bizantini sotto Alessio III Angelo                | Vittoria veneziano-crociata, fuga di Alessio III e incoronazione di Alessio IV Angelo |     |
| 1204, aprile 8–13          | Costantinopoli                  | Quarta crociata                                 | Doge Enrico Dandolo | Crociati                                            | Bizantini sotto Alessio V Doukas                  | Vittoria veneziano-crociata, sacco della città, dissoluzione dell'Impero bizantino    |     |
| 1257–1258                  | Negroponte, Grecia              | Guerra di successione eubeota                   | Marco Gradenigo     | Ducato di Atene e Triarchi Longobardi di Negroponte | Guarnigione achea                                 | Vittoria veneziana, riconquista di Negroponte                                         |     |
| 1258, giugno 25            | Acri                            | Guerra di San Saba                              | Lorenzo Tiepolo     | —                                                   | Flotta genovese al comando di Rosso della Turca   | Vittoria veneziana, i genovesi abbandonano Acri                                       |     |
| 1263                       | Settepozzi, Grecia              | Guerra di San Saba e guerre bizantino-veneziane | Gilberto Dandolo    | —                                                   | Flotta genovese                                   | Vittoria veneziana                                                                    |     |
| 1264, agosto 14            | Saseno, Albania                 | Guerra di San Saba                              | Michele Duaro       | —                                                   | Flotta genovese al comando di Simone Grillo       | Vittoria genovese, cattura di un convoglio commerciale veneziano                      |     |
| 1264, settembre 2-?        | Tiro                            | Guerra di San Saba                              | Andrea Barozzi      | —                                                   | Filippo di Montfort, signore di Tiro              | L'assedio interruppe dopo pochi giorni                                                |     |
| 1266, giugno 23            | al largo di Trapani, in Sicilia | Guerra di San Saba                              | Jacopo Dondulo      | —                                                   | Flotta genovese al comando di Lanfranco Borbonino | Schiacciante vittoria veneziana, flotta genovese catturata                            |     |
| 1298, settembre 9          | al largo di Curzola, Dalmazia   | Guerra di San Saba                              | Andrea Dandolo      | —                                                   | Flotta genovese al comando di Lamba Doria         | Vittoria genovese                                                                     |     |

## XIV secolo
| Data                                | Posizione                   | Conflitto                         | Comandante                                       | Alleati                                                 | Avversari                                                       | Risultato                                                    | Rif |
| ----------------------------------- | --------------------------- | --------------------------------- | ------------------------------------------------ | ------------------------------------------------------- | --------------------------------------------------------------- | ------------------------------------------------------------ | --- |
| 1334, autunno                       | Golfo di Adramittion        | Lega Navale del 1332              | Sconosciuto                                      | Cavalieri Ospitalieri, Regno di Cipro, Stato Pontificio | Beylik di Karasi                                                | Vittoria della Lega Navale                                   |     |
| 1344, maggio 13                     | Penisola Pallene, Calcidica | Crociate smirnioti                | Sconosciuto                                      | Cavalieri Ospitalieri, Regno di Cipro, Stato Pontificio | Pirati turchi                                                   | Vittoria cristiana                                           |     |
| 1345, agosto 12 – 1346, dicembre 21 | Zara, Dalmazia              | Guerre croato-ungheresi-veneziane |                                                  | —                                                       | Cittadini di Zara, aiutati dal Regno d'Ungheria                 | Vittoria veneziana, annessione della città                   |     |
| 1347, aprile                        | Isola di Imbros, Mar Egeo   | Crociate smirnioti                | Sconosciuto                                      | Cavalieri Ospitalieri                                   | Pirati turchi ( Beylik di Sarukhan / Beylik di Aydin ?)         | Vittoria cristiana                                           |     |
| 1354, novembre 4                    | Baia di Pilo                | Guerre veneziano-genovesi         | Niccolò Pisani                                   | —                                                       | Flotta genovese al comando di Paganino Doria                    | Vittoria genovese                                            |     |
| 1359                                | Golfo di Megara             | Lega Navale del 1359              | Sconosciuto                                      | Cavalieri Ospitalieri                                   | Pirati turchi                                                   | Vittoria cristiana                                           |     |
| 1378                                | Traù, Dalmazia              | Guerra di Chioggia                | Vettor Pisani                                    | —                                                       | Flotta genovese al comando di Luciano Doria e cittadini di Traù | Vittoria genovese                                            |     |
| 1378, maggio 30                     | al largo di Anzio, Italia   | Guerra di Chioggia                | Vettor Pisani                                    | —                                                       | Flotta genovese al comando di Luigi de' Fieschi                 | Vittoria veneziana                                           |     |
| 1379, maggio 7                      | Pola, nell'Istria           | Guerra di Chioggia                | Vettor Pisani                                    | —                                                       | Flotta genovese al comando di Luciano Doria                     | Vittoria genovese                                            |     |
| 1380, giugno 24                     | Chioggia, Laguna Veneta     | Guerra di Chioggia                | Doge Andrea Contarini, Vettor Pisani, Carlo Zeno | —                                                       | Flotta genovese al comando di Pietro Doria                      | Vittoria decisiva veneziana, rottura dell'assedio di Venezia |     |

## XV secolo
| Data di accettazione                | Localizzazione                           | Conflito                          | Comandante .                                                                         | Alleati                                 | Opponenti                                                                          | Risultato                                                               | Refs                                                                  |
| ----------------------------------- | ---------------------------------------- | --------------------------------- | ------------------------------------------------------------------------------------ | --------------------------------------- | ---------------------------------------------------------------------------------- | ----------------------------------------------------------------------- | --------------------------------------------------------------------- |
| 1403, 7 ottobre                     | al largo di Modone, Grecia               | Guerre veneziano-genovese         | Carlo Zeno                                                                           | —                                       | Flotta genovese sotto il maresciallo francese Boucicaut- Il maresciallo Boucicaut. | Vittoria veneziana                                                      |                                                                       |
| 1412, 24 agosto                     | Motta di Livenza, Veneto                 | Guerre croato-ungheresi-veneziane | Carlo Malatesta                                                                      | —                                       | Forze Ungherese di Sigismondo di LussemburgoSigismundo del Lussemburgo             | Vittoria veneziana, consolidamento del dominio veneziano sulla Dalmazia |                                                                       |
| 1416, 29 maggio                     | ingresso settentrionale delle Dardanelli | Guerre ottomane-venetiane         | Pietro Loredan                                                                       | —                                       | Flotta Ottomano sotto il comando di Çali Bey                                       | Vittoria veneziana, morte di Çali Bey                                   |                                                                       |
| 1423, 14 settembre - 1430, 29 marzo | Tessalonica e il nord del Mar Egeo       | Guerre ottomane-venetiane         | Diversi comandanti                                                                   | —                                       | Ottomani sotto Murad II e vari comandanti                                          | Vittoria ottomana, cattura di Tessalonica                               |                                                                       |
| 1427, 11 ottobre                    | Maclodio, Lombardia                      | Guerre di Lombardia               | Francesco Bussone da Carmagnola                                                      | Marchesato di Mantova                   | Armata milanese, guidata da Carlo Malatesta                                        | Vittoria veneziana, Malatesta catturato                                 |                                                                       |
| 1431, marzo                         | Soncino, Lombardia                       | Guerre di Lombardia               | Francesco Bussone da Carmagnola                                                      | —                                       | Armata milanese, sotto Francesco I Sforza                                          | Vittoria milanese                                                       |                                                                       |
| 1431, 6 giugno                      | Fiume Po, vicino a Cremona               | Guerre di Lombardia               | Niccolò Trevisani                                                                    | —                                       | Flotta milanese, sotto il comando di Francesco I Sforza                            | Vittoria milanese                                                       |                                                                       |
| 1432, 18-19 novembre                | Delebio, Lombardia                       | Guerre di Lombardia               | Giorgio Corner, Cesare Martinengo, Taddeo d'Este                                     | —                                       | Armata milanese sotto Niccolò Piccinino                                            | Vittoria milanese                                                       |                                                                       |
| 1440, 29 giugno                     | Anghiari, Toscana                        | Guerre di Lombardia               | Micheletto Attendolo, sotto il comando generale del cardinale Ludovico Trevisan      | Repubblica di Firenze, Stati pontifici  | Armata milanese sotto Niccolò Piccinino                                            | Vittoria alleata                                                        |                                                                       |
| 1448, 15 settembre                  | Caravaggio, Lombardia                    | Guerra di successione milanese    | Micheletto Attendolo                                                                 | Repubblica di Firenze, Stati pontifici  | Armata milanese guidata da Francesco Sforza                                        | Vittoria milanese                                                       |                                                                       |
| 1452, 6 - 8 giugno                  | Pontevico, Lombardia                     | Guerre di Lombardia               |                                                                                      | —                                       | Armata milanese guidata da Francesco Sforza                                        | Vittoria milanese                                                       |                                                                       |
| 1453, 25-29 maggio                  | Pontevico, Lombardia                     | Guerre di Lombardia               | Jacopo Piccinino                                                                     | —                                       | Armata milanese guidata da Francesco Sforza                                        | Vittoria veneziana                                                      |                                                                       |
| 1453, 14 giugno - 27 novembre       | Orzinuovi, Lombardia                     | Le guerre in Lombardia            | Bertoldo d'Este                                                                      | —                                       | Armata franco-milanese guidata da Francesco Sforza e Renato d'Angiò                | Vittoria milanese, Venezia perde Bassa Bresciana occidentale            | L'esercito francese si è unito alla battaglia a partire dall'autunno. |
| 1453, 15 agosto                     | Ghedi, Lombardia                         | Guerre di Lombardia               | Jacopo Piccinino                                                                     | —                                       | Armata milanese-mantovana sotto Francesco Sforza                                   | Vittoria milanese, Venezia perde Bassa Bresciana orientale              |                                                                       |
| 1453, 16-19 ottobre                 | Pontevico, Lombardia                     | Guerre di Lombardia               | Jacopo Piccinino                                                                     | —                                       | Armata franco-milanese guidata da Francesco Sforza e Renato d'Angiò                | Vittoria milanese, Venezia perde Bassa Bresciana centrale               |                                                                       |
| 1467, 25 luglio                     | Molinella, Emilia                        |                                   | Bartolomeo Colleoni                                                                  | Ducato di Ferrara, Pesaro e Forlì       | Armata fiorentina sotto Federico da Montefeltro                                    | Indecisivo                                                              |                                                                       |
| 1470: 10 luglio - 5 agosto          | Negroponte, Grecia                       | Prima guerra ottomana-veneta      | Paolo Erizzo (garnisone), Canal Nicolò (flotta)                                      | —                                       | Armata Ottomano sotto il sultano Mehmed II                                         | Vittoria ottomana, cattura della città e dell'isola di Negroponte       |                                                                       |
| 1478, maggio - 1479, 25 aprile      | Scutari, Albania                         | Prima guerra ottomana-veneta      | vari comandanti                                                                      | Signoria di Zeta, forze Albanese locali | Armata Ottomano sotto il sultano Mehmed II e altri comandanti                      | Vittoria ottomana, cattura della città e fine della guerra              |                                                                       |
| 1487, 10 agosto                     | Calliano, Trentino                       | Guerra di Rovereto                | Roberto Sanseverino d'Aragona                                                        | —                                       | Armi del Vescovo di Trento e della Contea del Tirolo                               | Decisiva vittoria alleata, morte di Sanseverino                         |                                                                       |
| 1495, 6 luglio                      | Fornovo, Emilia                          | Guerra italiana 1494-1498         | Francesco II Gonzaga                                                                 | Ducato di Milano, Margravio di Mantova  | Armata francese sotto re Carlo VIII                                                | Vittoria francese                                                       |                                                                       |
| 1499, 12, 20, 22 e 25 agosto        | Golfo di Pylos, Grecia                   | Seconda guerra ottomana-veneta    | Antonio Grimani                                                                      | —                                       | Flotta Ottomano sotto il comando di Kemal Reis                                     | Vittoria ottomana                                                       |                                                                       |
| 1500, 8 novembre - 24 dicembre      | Castello di San Giorgio, Cefalonia       | Seconda guerra ottomana-veneta    | Benedetto Pesaro (flotta), sotto il comando generale di Gonzalo Fernández de Córdoba | Spagna                                  | Guarnigione Ottomano sotto Gisdar Aga                                              | Vittoria alleata, cattura della fortezza                                |                                                                       |

## XVI secolo
| Data                                | Posizione                    | Conflitto                        | Comandante                                                                    | Alleati                | Avversari                                                                                        | Risultato                                                                     | Rif |
| ----------------------------------- | ---------------------------- | -------------------------------- | ----------------------------------------------------------------------------- | ---------------------- | ------------------------------------------------------------------------------------------------ | ----------------------------------------------------------------------------- | --- |
| 1509, maggio 10                     | Casaloldo, Lombardia         | Guerra della Lega di Cambrai     | Federico Contarini                                                            | -                      | Esercito mantovano guidato da Alessio Beccaguto                                                  | Vittoria veneziana                                                            |     |
| 1509, maggio 14                     | Agnadello, Lombardia         | Guerra della Lega di Cambrai     | Bartolomeo d'Alviano, Niccolò Orsini e Andrea Gritti                          | -                      | Esercito francese guidato da Luigi XII e alleati ferraresi, saluzzini e monferratini             | Vittoria decisiva francese                                                    |     |
| 1509, settembre 15-30               | Padova, Veneto               | Guerra della Lega di Cambrai     | Niccolò Orsini e Andrea Gritti                                                | -                      | Esercito franco-imperiale-pontificio guidato da Massimiliano I e alleati mantovani e ferraresi   | Vittoria veneziana                                                            |     |
| 1509, novembre 26-29                | Vicenza, Veneto              | Guerra della Lega di Cambrai     | Andrea Gritti                                                                 | -                      | Esercito imperiale guidato da Rodolfo d'Anhalt                                                   | Vittoria veneziana                                                            |     |
| 1509, dicembre 22                   | Fiume Po a Polesella, Veneto | Guerra della Lega di Cambrai     | Angelo Trevisan                                                               | —                      | Flotta ferrarese sotto il cardinale d'Este                                                       | Vittoria ferrarese                                                            |     |
| 1511, ottobre 8-15                  | Treviso, Veneto              | Guerra della Lega di Cambrai     | Renzo degli Anguillara                                                        | -                      | Esercito franco-imperiale sotto Jacques de La Palice                                             | Vittoria veneziana                                                            |     |
| 1513, ottobre 7                     | Schio, Veneto                | Guerra della Lega di Cambrai     | Bartolomeo d'Alviano                                                          | —                      | Spagnolo - Esercito imperiale comandato da Ramón de Cardona e Fernando d'Ávalos                  | Vittoria decisiva spagnolo-imperiale                                          |     |
| 1515, settembre 13-14               | Melegnano, Lombardia         | Guerra della Lega di Cambrai     | Bartolomeo d'Alviano, sotto il comando generale del re Francesco I di Francia | Regno di Francia       | Esercito svizzero - milanese al comando di Massimiliano Sforza                                   | Vittoria decisiva franco-veneziana                                            |     |
| 1537, agosto-settembre              | Corfù, Grecia                | Terza guerra ottomano-veneziana  |                                                                               | —                      | Esercito e flotta ottomani (più un contingente francese ) sotto il sultano Solimano il Magnifico | Vittoria veneziana                                                            |     |
| 1538, settembre 28                  | al largo di Preveza, Grecia  | Terza guerra ottomano-veneziana  | Vincenzo Cappello, al comando generale di Andrea Doria                        | Forze della Lega Santa | Flotta ottomana sotto Hayreddin Barbarossa                                                       | Vittoria ottomana                                                             |     |
| 1570, luglio 22 – settembre 9       | Nicosia, Cipro               | Quarta guerra ottomano-veneziana | Niccolò Dandolo                                                               | —                      | Esercito ottomano sotto Lala Kara Mustafa Pasha                                                  | Vittoria ottomana, sacco della città                                          |     |
| 1570, settembre 17 – 1571, agosto 5 | Famagosta, Cipro             | Quarta guerra ottomano-veneziana | Marco Antonio Bragadin                                                        | —                      | Esercito ottomano sotto Lala Kara Mustafa Pasha                                                  | Vittoria ottomana, sacco della città, fine della resistenza veneziana a Cipro |     |
| 1571, ottobre 7                     | al largo di Lepanto, Grecia  | Quarta guerra ottomano-veneziana | Sebastiano Venier, al comando generale di Giovanni d'Austria                  | Forze della Lega Santa | Flotta ottomana sotto Müezzinzade Ali Pasha                                                      | Vittoria della Lega Santa                                                     |     |

## XVII secolo
| Data di accettazione                | Localizzazione                                   | Conflito          | Comandante .                                 | Alleati                              | Opponenti                                                                      | Risultato                                                                | Refs |
| ----------------------------------- | ------------------------------------------------ | ----------------- | -------------------------------------------- | ------------------------------------ | ------------------------------------------------------------------------------ | ------------------------------------------------------------------------ | ---- |
| 1618, 24 giugno                     | Stretto di Gibilterra                            |                   | Melcior van den Kerchove                     | —                                    | Flotta Spagnolo                                                                | Vittoria veneziana, avancamento della flotta veneziana                   |      |
| 1646, 26 maggio                     | al largo dello Stretto dei Dardanelli            | Guerra di Creta   | Tommaso Alvise Mocenigo                      | —                                    | Flotta Ottomano                                                                | Vittoria veneziana                                                       |      |
| 1648, 1 maggio - 27 settembre 1669, | Candio, Creta                                    | Guerra di Creta   | Diversi comandanti                           | Cavalieri di Malta, Regno di Francia | Armata Ottomano sotto vari comandanti                                          | Vittoria ottomana, resa di Candia e fine della guerra di Creta           |      |
| 1649, 12 maggio                     | di Fossa                                         | Guerra di Creta   | Giacomo da Riva                              | —                                    | Flotta Ottomano sotto il Dervish di Koca Mehmed PashaKoca Dervish Mehmed Pasha | Vittoria veneziana                                                       |      |
| 1651, 10 luglio                     | a sud di Naxos, Mar Egeo                         | Guerra di Creta   | Tommaso Alvise Mocenigo                      | —                                    | Flotta Ottomano                                                                | Vittoria veneziana                                                       |      |
| 1654 15 maggio                      | Perasto                                          | Guerra di Creta   | Krsto Vicković                               | —                                    | Armata Ottomano di Erzegovina, pirati Uljinj                                   | Vittoria veneziana                                                       |      |
| 1654 16 maggio                      | al largo dello Stretto dei Dardanelli            | Guerra di Creta   | Giuseppe Delfino                             | Cavalieri di Malta                   | Flotta Ottomano sotto il comando di Kara Murat Pasha                           | Vittoria ottomana                                                        |      |
| 1655, 21 giugno                     | al largo dello Stretto dei Dardanelli            | Guerra di Creta   | Lazzaro Mocenigo                             | Cavalieri di Malta                   | Flotta Ottomano sotto il comando di Kara Mustafa Pasha                         | Vittoria veneziana                                                       |      |
| 1656 26 giugno                      | al largo dello Stretto dei Dardanelli            | Guerra di Creta   | Lorenzo Marcello                             | Cavalieri di Malta                   | Flotta Ottomano sotto Kenan Pasha                                              | Vittoria veneziana, occupazione veneziana di Tenedos e LemnosLe lemonine |      |
| 1657 3 maggio                       |                                                  | Guerra di Creta   | Lazzaro Mocenigo                             | —                                    | Flotta Algerino ottomano                                                       | Vittoria veneziana                                                       |      |
| 1657 18 maggio                      |                                                  | Guerra di Creta   |                                              | —                                    | Flotta Ottomano                                                                | Vittoria veneziana                                                       |      |
| 1657, 17-19 luglio                  | al largo dello Stretto dei Dardanelli            | Guerra di Creta   | Lazzaro Mocenigo                             | Cavalieri di Malta, Stati pontifici  | Flotta Ottomano sotto il comando di Topal Mehmed Pasha                         | Vittoria ottomana, rottura del blocco veneziano dei Dardanelli           |      |
| 1661, 27 agosto                     | vicino a Milos, Mar Egeo                         | Guerra di Creta   | Giorgio Morosini                             | Cavalieri di Malta                   | Flotta di gallerie Ottomano                                                    | Vittoria veneziana                                                       |      |
| 1662, 29 settembre                  | tra Cos e Calymnos, Mar Egeo                     | Guerra di Creta   |                                              | —                                    | Convoglio Ottomano da Alessandria                                              | Vittoria veneziana                                                       |      |
| 1684, 21 luglio - 6 agosto          | Fortezza di Santa Maura, Lefkada                 | Guerra del Morean | Francesco Morosini                           | —                                    | Guarnigione Ottomano di Santa Maura                                            | Vittoria veneziana, resa della fortezza e dell'isola                     |      |
| 1686, 2-14 giugno                   | Nuova fortezza di Navarino, Morea                | Guerra del Morean | Otto Wilhelm Königsmarck                     | —                                    | Guarnigione Ottomano                                                           | Vittoria veneziana, resa della fortezza                                  |      |
| 1686, 30 luglio - 29 agosto         | Nauplia, Morea                                   | Guerra del Morean | Otto Wilhelm Königsmarck                     | —                                    | Garnisone Ottomano di Nauplia e esercito di soccorso sotto Ismail Pasha        | Vittoria veneziana, resa della città                                     |      |
| 1687, 24 luglio                     | Patras, Morea                                    | Guerra del Morean | Francesco Morosini, Otto Wilhelm Königsmarck | —                                    | L'esercito Ottomano sotto il comando di Mehmed Pasha                           | Vittoria veneziana, resa del Castello di Patras e del Castello di Rio    |      |
| 1687, 23-29 settembre               | L'Acropoli di Atene                              | Guerra del Morean | Francesco Morosini                           | —                                    | Guarnigione Ottomano dell'Acropoli                                             | Vittoria veneziana, resa dell'Acropoli                                   |      |
| 1688, 13 luglio - 21 ottobre        | Negroponte, Grecia centrale                      | Guerra del Morean | Francesco Morosini                           | —                                    | Guarnigione Ottomano di Negroponte                                             | Vittoria ottomana, aumento dell'assedio                                  |      |
| 1690 8 settembre                    | al largo di Lesbos, Mar Egeo                     | Guerra del Morean | Daniele Dolfin                               | —                                    | Flotta Ottomano                                                                | Non conclusivo                                                           |      |
| 1695, 9 e 19 febbraio               | al largo delle isole Oinousse, Mar Egeo          | Guerra del Morean | Giovanni Antonio Zeno                        | —                                    | Flotta Ottomano sotto Mezzo Morto Hüseyin Pasha                                | Vittoria ottomana                                                        |      |
| 1696, 22 agosto                     | al largo di Andros, Mar Egeo                     | Guerra del Morean | Bartolomeo Contarini                         | Stati pontifici                      | Flotta Ottomano sotto Mezzo Morto Hüseyin Pasha                                | Indecisivo                                                               |      |
| 1698, 20 settembre                  | al largo della Samotracia, nel nord del Mar Egeo | Guerra del Morean |                                              | —                                    | Flotta Ottomano                                                                | Non conclusivo                                                           |      |

## XVIII secolo
| Data di accettazione       | Localizzazione                                       | Conflito                     | Comandante .                                       | Alleati                                                                | Opponenti                                                   | Risultato                                              | Refs |
| -------------------------- | ---------------------------------------------------- | ---------------------------- | -------------------------------------------------- | ---------------------------------------------------------------------- | ----------------------------------------------------------- | ------------------------------------------------------ | ---- |
| 1715, 12-20 luglio         | Nauplia, Grecia                                      | Sette guerra ottomana-veneta | Geronimo Dolfin, Alessandro Bon                    | —                                                                      | Ottomani sotto il comando di Silahdar Damat Ali Pasha       | Decisiva vittoria ottomana, caduta del Regno dei Morea |      |
| 1716, 8 luglio - 21 agosto | Corfu, Grecia                                        | Sette guerra ottomana-veneta | Johann Matthias von der Schulenburg, Andrea Pisani | Cavalieri di Malta, Gran Ducato della Toscana, Stati pontifici, Spagna | Ottomani sotto Canım Hoca Mehmed Pasha e Kara Mustafa Pasha | Vittoria veneziana, ottomani abbandonano Corfù         |      |
| 1716, 8 luglio             | Canale di Corfù, Grecia                              | Sette guerra ottomana-veneta | Andrea Corner                                      | —                                                                      | Flotta Ottomano sotto il comando di Canım Hoca Mehmed Pasha | Indecisivo                                             |      |
| 1717, 12-16 giugno         | al largo di Imbros, Mar Egeo                         | Sette guerra ottomana-veneta | Lodovico Flangini                                  | —                                                                      | Flotta Ottomano sotto il comando di Hodja Ibrahim Pasha     | Indecisivo, morte di Flangini                          |      |
| 1717, 19 luglio            | al largo del capoluogo Matapan, Grecia               | Sette guerra ottomana-veneta | Marcantonio Diedo                                  | Regno del Portogallo, Cavalieri di Malta, Stati pontifici              | Flotta Ottomano sotto l' comando di Eğribozlu Pasha         | Indecisivo                                             |      |
| 1784 – 1788                | Porto Farina, Tunici, Sfax, Bizerte, Sousse, Tunisia |                              | Angelo Emo, Tommaso Condulmier                     | —                                                                      | Beylik di Tunisi sotto Hammuda ibn Ali                      | Vittoria veneziana                                     |      |